# Klappande, klappande, vem är där
Klappande, klappande, vem är där är en av de psalmtexter Ira David Sankey sjöng och som utgavs på svenska efter översättning av Erik Nyström i Sånger till Lammets lof. Psalmen har tre 6-radiga verser och sjöngs till anvisningen "7. 7. 8. 7. 8. 7.", som beskriver hur många stavelser det finns i varje rad. I Lammets lof har psalmen samma titel, som inledningen i första versen och den har en hänvisning till Uppenbarelseboken 3: 30 i Bibeln. Ursprunget är en engelsk eller amerikansk väckelsesång och den har översatts till flera språk och presenterats även i danska "Evangelie-Sange" med "Banker, banker, hvem er der?" som första strof.

## Publicerad som
- Nr 17 i Sånger till Lammets lof 1877 med samma titel som 1:a versens inledningsstrof.